# Integrative Biology
Integrative Biology (abrégé en Integr. Biol.) est une revue scientifique à comité de lecture qui publie des articles de recherches dans le domaine de la biologie.
Actuellement, la direction éditoriale est assurée par Mina Bissell (Laboratoire national Lawrence-Berkeley, États-Unis).